# Sala Bitwy pod Orszą na Wawelu
Sala Bitwy pod Orszą – jedna z sal Zamku Królewskiego na Wawelu, wchodząca w skład ekspozycji Reprezentacyjnych Komnat Królewskich. Ozdobiona jest fryzem o tematyce bitwy pod Orszą (stąd nazwa sali) pędzla Leonarda Pękalskiego (nawiązuje do dawnego, który przedstawiał zwycięstwo wojsk polskich pod Orszą w 1514).
Na ścianie południowej wisi obraz Bitwa pod Lepanto pędzla Tomasza Dolabelli, ukazujący dwa wątki tematyczne: bitwę, którą stoczyły w 1571 na Morzu Śródziemnym wojska Ligi Świętej z Turkami oraz procesję urządzoną 50 lat później w Krakowie w czasie bitwy między armią polską i turecką pod Chocimiem. Wśród portretów polskich osobistości z XVII wieku, głównie o charakterze sarmackim, znajduje się portret biskupa Jakuba Zadzika, pędzla Jana Triciusa. Meble z XVI – włoskie skrzynie i XVII wieku – polskie skrzynie kasowe, tabliczkowe krzesła lombardzkie.